# Fort Belknap Agency
Fort Belknap Agency is een plaats (census-designated place) in de Amerikaanse staat Montana, en valt bestuurlijk gezien onder Blaine County.

## Demografie
Bij de volkstelling in 2000 werd het aantal inwoners vastgesteld op 1262.

## Geografie
Volgens het United States Census Bureau beslaat de plaats een oppervlakte van
28,6 km², waarvan 28,1 km² land en 0,5 km² water. Fort Belknap Agency ligt op ongeveer 724 m boven zeeniveau.

## Plaatsen in de nabije omgeving
De onderstaande figuur toont nabijgelegen plaatsen in een straal van 52 km rond Fort Belknap Agency.